# بیابان گندمی
بیابان گندمی (نام علمی: Eremopyrum) نام یک سرده از تیره گندمیان است.